# Xã Meridian, Quận Clinton, Illinois
Xã Meridian (tiếng Anh: Meridian Township) là một xã thuộc quận Clinton, tiểu bang Illinois, Hoa Kỳ. Năm 2010, dân số của xã này là 547 người.